# Anouch Begloian
Anouch Begloian ou Anush Beghloyan, née le 31 juillet 1969 à Erevan en Arménie, est une physicienne et femme politique arménienne.
Spécialiste en relations publiques et en communication pour plusieurs organismes internationaux puis enseignante en université, elle adhère au parti politique arménien du Contrat civil de l'Alliance « Mon pas », et elle est élue en 2018 députée à l'Assemblée nationale d'Arménie et réélue en 2021.

## Formation
Anouch Begloian naît en 1969 à Erevan. Elle étudie la physique à l'Université d'État d'Erevan, où elle obtient son diplôme en 1991. Elle obtient ensuite un Master of Business Administration (MBA) de l'université américaine d'Arménie à Erevan en 1995.

## Carrière professionnelle
Tout au long de sa carrière, Anouch Begloian est employée par diverses entités et organisations étrangères et internationales telles que l'Agence des États-Unis pour le développement international (United States Agency for International Development, USAID), la Banque mondiale et le Haut Commissariat des Nations unies pour les réfugiés. Elle se spécialise dans les relations publiques et la communication, et devient la directrice exécutive de l'ONG Armenian Public Relations Association de 2003 à 2009.
De 2005 à 2009, elle enseigne également la communication d'entreprise et les relations publiques à l'Université française en Arménie. Elle passe en 2008 dans le secteur privé et devient responsable des relations publiques de la CJSC « ArmenTel » jusqu'en 2014. En 2016, elle revient comme chargée de cours à l'Université française en Arménie.

## Carrière politique, députée
Anouch Begloian est consultante auprès du chef de cabinet du Parlement arménien, puis elle se présente aux élections législatives de 2018 sous l'étiquette du parti du Contrat civil au sein de l'Alliance « Mon pas », et elle est élue députée à l'Assemblée nationale d'Arménie en décembre 2018.
Au Parlement, elle est membre du Groupe d'amitié arméno-lituanien et du groupe arméno-britannique. Anouch Begloian est élue en novembre 2019, pour un an, au poste de vice-présidente de l'Assemblée parlementaire de coopération économique de la mer Noire.

## Vie privée
Anouch Begloian est mariée et mère de deux enfants.